# مسجد الحمراء
مسجد الحمراء هو مسجد يقع في مدينة فاس وتحديدا في منطقة فاس الجديد، بني في عهد المرينيين.

## التشييد
جامع الحمراء، بناه السلطان أبو الحسن سنة 1331 ميلادية، يتواجد بفاس العليا قرب السوق غير البعيد عن روضة سيدي أبي شعيب، بباب البلاغمة، وضريح سيدي حسين طرطورة، حيث ولي الخطابة سيدي محمد بن محمد السرغيني المتوفى عام 1164 هـ، المسجد ذو تصميم مطابق تقريبا لتصميم الجامع الكبير بفاس الجديد، ومخططي المساجد المرينية في تلمسان، وخاصة مسجدي العباد وسيدي الحلوي.

## الأبعاد والمرافق

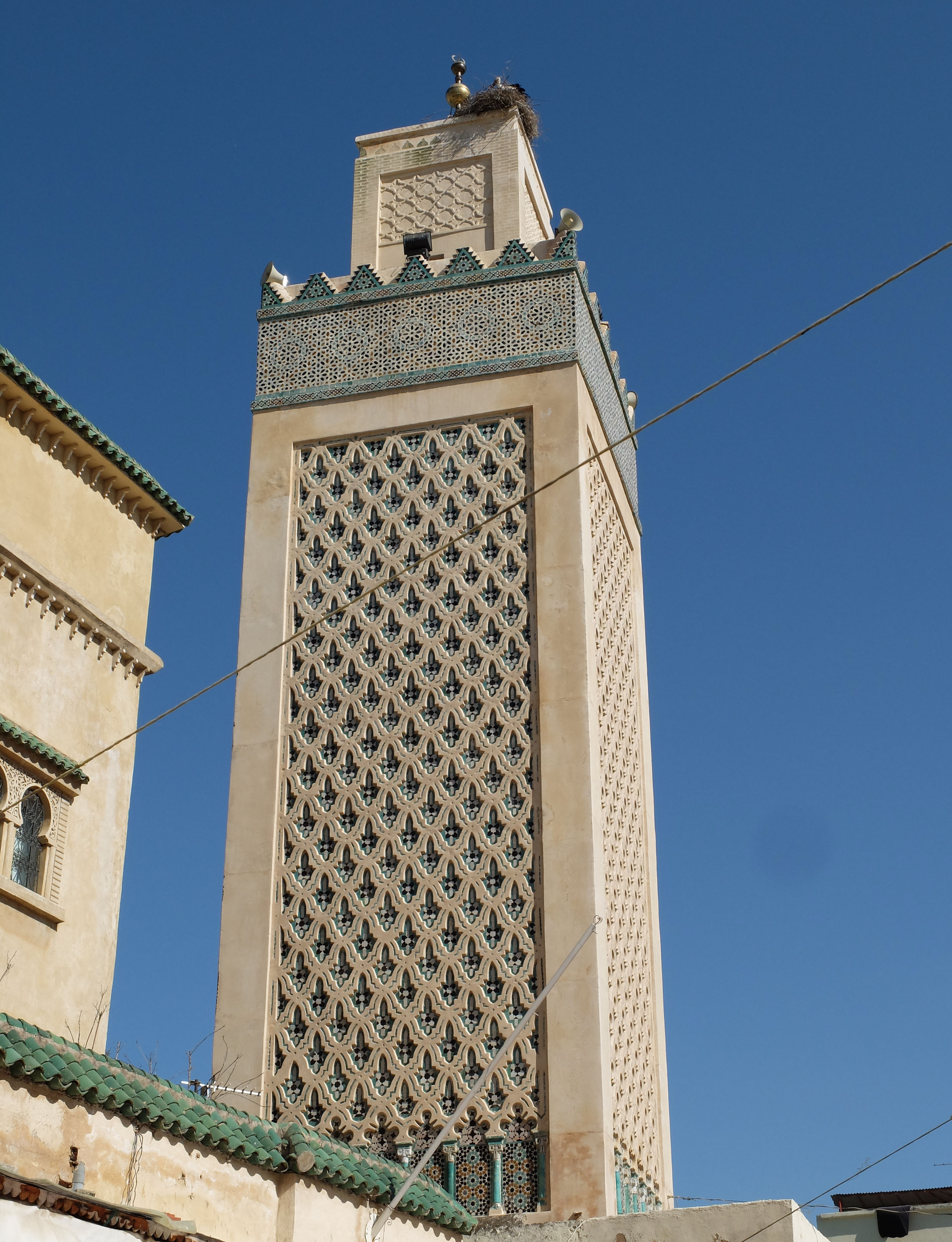
مئذنة المسجد (الواجهة الشمالية) بزخارف داكنة تغطي معظم سطحها.

شيد جامع الحمراء بأبعاد مصغرة، على شكل مستطيل، عمقه أكبر من عرضه، يتكون الجامع أساسا من قاعة للصلاة وساحة وصومعة وقاعة جنائز. قاعة الصلاة فيه عريضة نسبيا أكثر مما هي عميقة، تتكون من خمسة بلاطات طويلة بنفس العرض تقريبا، تنفتح على بلاط القبلة بينما ينفتح المحراب من الجهتين على بيت الإمام وبيت المنبر. تمتد خلف الجزء الجنوبي الشرقي من القبلة قاعة خاصة باستقبال توابيت الموتى، وترتفع أمام المحراب قبة يذكر وضعها بالمساجد المرابطية. تتقدم قاعة الصلاة ساحة مستطيلة عرضها أكبر بقليل من عمقها، وفي وسطها فسقية للوضوء محاطة بأروقة تشكل امتدادا للصحون الجانبية. وتوجد غي نفس محور المحراب تفويجة متعددة الزوايا محززة في عتبة الدخول إلى قاعة الصلاة، تبرز اتجاه المصلين نحو القبلة. تحتل الصومعة ذات الشكل المربع الزاوية الشمالية الغربية للبناية، كما هو الحال في المسجد الكبير لفاس الجديد.
وحافظ الجامع شأنه شأن باقي المساجد التي بنيت في عهد المرينيين، على تقليد البلاطات العمودية في المساجد المرينية، وتظل المساجد المرينية تتميز بالعديد من الخاصيات المحددة، فهي ذات مساحات صغيرة، مقارنة مع المساجد المشيدة من لدن الموحدين، ومن المحتمل أن يكون السبب الكامن وراء المقاييس المصغرة للمساجد التي ترجع إلى هذه الفترة إلى الميزانية المخصصة من طرف الدولة المرينية التي كانت سياستها تهدف في المقام الأول إلى بناء المدارس في أغلب المدن المغربية. وترسم المساجد المرينية في أغلب الحالات مستطيلات عمقها أكبر من عرضها، ويكون فيها الصحن على شكل مستطيل هو الآخر، لكن عرضه أكبر من عمقه، ويتقيد داخل شكل رباعي الزوايا قريب من المربع. أما المجنبات التي تحيط به فتتشكل من تمديد البلاطتين الجانبيتين لبيت الصلاة، عوض البلاطات المتعددة التي كانت شائعة في المساجد الموحدية. نفس القول يمكن أن ينطبق على الصوامع خلال هذه الفترة، إذ تبرز هذه البنايات خلال الفترة المرينية تشابهات مع المنارات الموحدية، ولعبت صومعة مسجد القصبة بمراكش دور النمط الذي يحتذي به مهندسو القرنين 13 و14 الميلاديين، وانكب كل اهتمام فناني المرينيين على زخرفة واجهات الصومعة، وبالخصوص الإمكانات التي يمنحها الزليج متعدد الألوان.